# Canyon County
Canyon County is een county in de Amerikaanse staat Idaho.
De county heeft een landoppervlakte van 1.527 km² en telt 131.441 inwoners (volkstelling 2000). De hoofdplaats is Caldwell.